# Grand Coulee (Saskatchewan)
Pour l’article homonyme, voir Grand Coulee.
Grand Coulee est une ville de la Saskatchewan au Canada, située à 18 km à l'ouest de Regina.
Sa population était de 606 habitants en 2021.